# Младен Барбарич
Младен Барбарич (на хърватски: Младен Барбарић или Mladen Barbarić; на сръбски: Младен Барбарић или Mladen Barbarić) е сръбски и хърватски театрален и филмов актьор.

## Биография
Роден е на 6 март 1953 година в Кичево, тогава във Федерална Югославия. В 1977 година завършва Факултета по драматични изкуства на Белградския университет и на 1 ноември 1977 година започва работа в Сръбския народен театър с прекъсване от 31 август 1979 до 1 април 1980 година. От 27 април 1980 година отбива военната си служба, след което от 28 март 1981 година отново се връща в Сръбския народен театър, където работи до 31 януари 1992 година. След това се преселва в Сплит, Хърватия. Барбарич участва и във филми и в телевизионни сериали.
Женен е за актрисата Саня Милосавлевич-Барбарич.
Известни роли на Барбарич са Учителят в „Поп Чира и поп Спира“ на Стеван Сремац, Миле в „Покойник“ на Бранислав Нушич, Тихомир Мали Новак в „Банкет“ на Ференц Деак, Павел Ясенски в „Соло за биещ часовник“ на Освалд Захрадник, Обесник в „Обесник“ на Борислав Пекич, Гали Гей в „Човек за човека“ на Бертолд Брехт, Дане Неженя в „Свети Георги убива змея“.